# Sergi Mas
Sergi Mas Balaguer né à Barcelone le 30 octobre 1930, est un sculpteur, dessinateur, illustrateur, peintre, graveur, lithographe, affichiste et écrivain andorran.

## Biographie
Né dans une famille d'artisans, il débute par un apprentissage en atelier et suit les cours de l'Escola d'Arts i Oficis de la Lotja, où il apprend la composition, la sculpture, la gravure, puis obtient un premier prix à l'École des Arts décoratifs de Barcelone.
En 1950, il travaille au Poble espanyol de Montjuic et s'intéresse à l'art populaire. En 1955, il épouse Maria Canalis, une bijoutière. Cette année-là, il va en Andorre où il réalise de nombreux dessins et gravures.
En 1956, le couple s'installe en Andorre, à Aixovall, où naitront leurs trois fils. En 1960, il participe à la restauration de la Casa La Vall. Il constitue une collection d'objets traditionnels andorrans.
Il est l'auteur de nombreuses sculptures, comme celle de la nouvelle statue de Notre-Dame de Meritxell dans le nouveau sanctuaire de Meritxell après la destruction de l'original par un incendie le 8 septembre 1972, et les Danseurs de sardane qui ornent la fontaine de la placeta Sant Esteve à Andorra la Vella.
Il a illustré de nombreux timbres andorrans français et espagnols (El testament del Llop, Jumelage entre Meritxell et Sabart, Noël 2007, Llegenda : el tresor de la font del Manegó...).
La municipalité de Sant Julià de Lòria, où il réside, remet chaque année des prix Sergi Mas à de jeunes artistes.
En tant qu'auteur-illustrateur, il a publié plusieurs ouvrages sur l'Andorre et sur son métier : Cassigalls, prix national de la narration (1981), La Consòrcia de la Germandat de san Sebastià (avec son fils David, 1988), El Moble a Andorra (2003), Les Valls desitjadas (2005).
Pour son action auprès de l'Alliance française en Andorre, dont il est le vice-président, il a reçu en juillet 2008 la médaille de chevalier dans l'ordre des Arts et Lettres.

## Œuvres

### Sculptures
- Les Danseurs de Sardane, placeta Sant Esteve, Andorra la Vella
- Vierge de Meritxell (1972 à 2005) et sept sculptures des patrons des paroisses dans le nouveau sanctuaire de Meritxell

### Publications
- Cassigalls, Escaldes-Engordany, ed. Filfon. Premi de contes i narracions de la Nit literària d'Andorra 1980
- El moble a Andorra, Editorial Andorra, 2004.  (ISBN 99920-53-19-4)
- Les valls desitjades, Editorial Andorra, 2005.  (ISBN 99920-53-24-0)
- Antologia de gravats i cartells, 1957-2007, Editorial Andorra,  (ISBN 978-99920-53-35-5)